# Montenegriner
Montenegriner (serbokroatisch Црногорци Crnogorci) sind eine südslawische Ethnie, deren Angehörige zumeist den ijekavischen Dialekt des Serbokroatischen sprechen, der teilweise als montenegrinische Sprache bezeichnet wird. Montenegriner leben vor allem in Montenegro, aber auch in Bosnien und Herzegowina, Kroatien und Serbien.

## Geschichte
Die serbisch-orthodoxen Slawen Montenegros wurden erst 1946 zur Nation innerhalb Jugoslawiens erklärt („montenegrinische Nation, serbisches Volk“ so die offizielle Erklärung). Zuvor galten sie als Serben und bezeichneten sich selbst zum Teil als Alt-Serben. Eine Ausnahme bildeten autochthone serbisch-orthodoxe Slawen um die Bucht von Kotor, diese betrachteten sich weiterhin mehrheitlich als Serben. Daneben betonten viele Montenegriner stets die montenegrinische Eigenart, welche sie ihrer Auffassung nach von den restlichen Serben unterscheiden würde, was letztlich als Grundlage für eine eigene montenegrinische Nation dient.
Eric Hobsbawm beschrieb Montenegro und die Montenegriner folgendermaßen: Zum neuerschaffenen Jugoslawien „gehörte auch das ehemals unabhängige, kleine Stammeskönigreich Montenegro, eine kahle, von Hirten und Banditen bevölkerte Berglandschaft, deren spontane Reaktion auf den erstmaligen Verlust ihrer Unabhängigkeit war, dass sie in Massen zum Kommunismus konvertierten (von dem sie annahmen, dass er ihren heroischen Geist willkommen heißen würde).“

## Religion und Kultur
Die meisten Montenegriner gehören der serbisch-orthodoxen Kirche an; andere, eine Minderheit, der nicht kanonischen montenegrinisch-orthodoxen Kirche. Insbesondere viele Serben betrachten die Montenegriner wegen der gemeinsamen kulturellen Verbundenheit als Serben, weil viele serbische historische Persönlichkeiten aus dieser Gegend kommen. So stammen die Vorfahren beispielsweise des serbischen Fürsten Lazar Hrebeljanović und Karađorđes sowie der politischen Personen des 20. Jahrhunderts wie Petar II. Petrović-Njegoš, Nikola von Montenegro, Slobodan Milošević, Radovan Karadžić und Željko Ražnatović aus Montenegro.